# Gabriel de Ávila
Gabriel de Ávila (? - fallecido en Güigüe, en 1593) fue un conquistador español, nacido en Trujillo (Cáceres) y que tuvo importancia decisiva en la fundación de Caracas y en el desarrollo de la capital de Venezuela.

## Biografía
Llegaba a Venezuela en 1563 como integrante del séquito de Diego García de Paredes, quien por sus meritorios servicios durante la Conquista, había sido nombrado gobernador y capitán general de Popayán, y cuando iba hacia su gobernación, García de Paredes murió a manos de los indios caribe en la playa de Catia. Gabriel de Ávila, providencialmente se salvó de una muerte segura por encontrarse indispuesto y no poder bajar del barco donde hacían el viaje desde Santo Domingo hacia Santa Ana de Coro.
Ante tal desgracia y sin otra alternativa, dejando a los muertos a merced de la indiada, el barco sigue su rumbo y Gabriel del Ávila decide quedarse en la Provincia de Venezuela e integrarse en la vida castrense del proceso conquistador, avecindándose de momento en El Tocuyo y sumándose a los conquistadores que pueblan aquella comarca.

## Viejas amistades
García de Paredes había vivido bastante tiempo en la Provincia de Venezuela, y como una de sus últimas actuaciones en este territorio había sido el vencimiento de Lope de Aguirre en Barquisimeto, tenía pensado desembarcar en Santa Ana de Coro y hacer el viaje por tierra hasta Popayán, porque como tenía tan buenos amigos en el territorio venezolano quería saludarlos y pasar unos días con ellos. Por esta razón desembarcó en Catia para saludar al capitán Luis de Narváez que le habían informado que se encontraba por aquellos parajes intentando pacificar a la indiada.
García de Paredes desconocía que había muerto el capitán Narváez y el centenar de soldados que le acompañaban cuando iban a cumplir una misión pacificadora en el territorio de los indios “caracas”; desembarcó en Catia y envió a unos indios de la zona para que avisaran a Narváez. Mientras esperaban la llegada de Narváez, aceptó un convite de los indígenas y cuando estaban comiendo en un bohío, traidoramente fue atacada la comitiva de García de Paredes, muriendo éste y seis soldados más que le acompañaban.

## Cambio de rumbo
Ante la inesperada muerte de García de Paredes, Gabriel de Ávila desembarca en Coro y marchará a El Tocuyo. Cuando Diego de Losada organiza la expedición de conquista para someter a los indios “caracas”, Gabriel de Ávila se alistará con el grado de alférez mayor de campo y tendrá una destacada actuación al mando de la tropa que finalmente fundará Caracas.
Fundada Caracas, es asediada a diario por las tribus comarcales que, defensores de sus costumbres ancestrales, no permitían que unos invasores vinieran a someterlos y privarlos de la milenaria libertad que disfrutaban. Pero si los indios deseaban sacudirse el yugo de la opresión invasora, por otro lado los españoles peleaban por defender y perennizar la ciudad que habían fundado con tantos inconvenientes y sacrificios.

## Defensa de la ciudad
En 1568, Gabriel de Ávila, participa activamente en la batalla de Maracapana que derrota a la confederación de caciques que bajo el mando del poderoso caudillo Guaicaipuro, pretendían destruir, con sus numerosas tribus de guerreros, la recién fundada ciudad. En 1569, en compañía de 15 hombres más, llegaba hasta Mariara para recoger a Garci González de Silva, sobrino de don Pedro Maraver (o Malaver) de Silva, que habiendo desertado de las filas de su tío, con otros 30 soldados más, se incorporaban a la defensa de Caracas.
En 1570, Gabriel de Ávila es nombrado alcalde de Caracas, cargo que desempeñará también en 1573. Ayudado por Garci González de Silva emprende la conquista de los indios “teques” y mientras éste llevaba a cabo la acción de sometimiento, Gabriel de Ávila se ocupa de revisar y poner en servicio las instalaciones mineras que ya habían explotado unos años antes Juan Rodríguez Suárez y Francisco Fajardo.